# Franz de Champagny
Pour les autres membres de la famille, voir Famille de Nompère de Champagny.
Franz de Champagny de son nom complet François-Joseph-Marie-Thérèse de Nompère de Champagny, né le 8 septembre 1804 à Vienne (Empire d'Autriche) et mort le 4 mai 1882 à Paris, est un historien, journaliste, essayiste et académicien français.

## Biographie
François-Joseph-Marie-Thérèse de Nompère de Champagny est le fils de Jean-Baptiste Nompère de Champagny (1756-1834), qui fut ambassadeur en Autriche au moment de sa naissance, il reçut le prénom de son parrain François Ier d'Autriche.
Il fut magistrat et journaliste, rédacteur à la revue Le Correspondant.
Fervent catholique, il a écrit de nombreux ouvrages historiques sur la Rome antique et les débuts de la chrétienté ainsi que de divers ouvrages politiques.
Il fut également historien et publiciste, collaborateur de la Revue des Deux Mondes, fondateur et rédacteur de La Revue contemporaine, il fut plusieurs fois candidat à l’Académie française, soutenu par Guizot et Dupanloup ; élu le 29 avril 1869 en remplacement de Pierre-Antoine Berryer, il n'était pas, bien que royaliste et clérical, un candidat nettement hostile à Napoléon III, deux de ses frères étant députés officiels, son élection fut l'objet d'un marchandage entre le parti politique de Guizot et les impérialistes, qui tourna à la confusion de ces derniers ; il fut reçu le 10 mars 1870 par Sylvestre de Sacy, et il reçut Émile Littré.
Il était également membre de la Société d'archéologie et d'histoire de Seine-et-Marne et propriétaire du château des Trois-Moulins (lieu-dit à cheval sur les communes de Maincy, Melun et Rubelles).
Il est inhumé au cimetière du Montparnasse (3e division, 315 P 1834).

### Union et postérité
Il épousa, le 15 mai 1834 , Marie Charlotte Jeanne Camus du Martroy (née le 11 juin 1813 - décédée 29 janvier 1892 à Paris), laquelle est sa nièce, fille de Emmanuel Camus du Martroy (1786-1843), baron du Martroy et de l'Empire et de « Zéphyrine de Nompère de Champagny de Cadore » (née le 11 mai 1793 à Saint-Vincent-de-Boisset - décédée le 14 octobre 1824 à Chauconin), sœur de l'historien. La forte consanguinité du couple pourrait expliquer les nombreux cas de surdi-mutité et de mortalité des enfants.
- Ensemble, ils eurent :
  - Marguerite de Nompère de Champagny (1840-1844). « Très intelligente, très avancée, Marguerite donnait des signes d'une précocité extraordinaire et âgée de trois ans à peine, elle entourait déjà sa sœur des plus prévenantes sollicitudes ; à quatre ans une méningite l'emporta. »
  - Marie Emmanuel de Nompère de Champagny (né le 14 avril 1841 à Paris 2e) ;
  - Blandine de Nompère de Champagny (née le 14 avril à 1841 à Paris - décédée le 22 mars 1909 au château des Trois-Moulins), sourde-muette de naissance, mariée, le 9 novembre 1864 à Paris, avec Charles de La Forest Divonne (1830-1908), comte de la Forest Divonne, également sourd-muet de naissance, dont :
    - François de La Forest-Divonne (1872-1929), propriétaire du château des Trois-Moulins. Marié à Anne Hronesh (américaine). Ils vivront au château des Trois-Moulins, jusqu'en 1929, avant de partir pour les États-Unis, avec leurs enfants.
    - Paul de La Forest-Divonne (1875-1940), maire de Rubelles. Tué pendant l'exode de 1940 dans le Loiret.

  - Pierre de Nompère de Champagny (1842-1862), qui décédera de maladie à l'adolescence.
  - Alix de Nompère de Champagny (1843-1843), mort en bas âge, sourd-muet.
  - Emmanuel de Nompère de Champagny (1846-1846), mort en bas âge, sourd-muet.
  - André de Nompère de Champagny (1849-1849), mort en bas âge, sourd-muet.
  - Geneviève de Nompère de Champagny (1851-1851), morte en bas âge, sourde-muette.
  - Marguerite de Nompère de Champagny (1865-1865), morte en bas âge, sourde-muette.

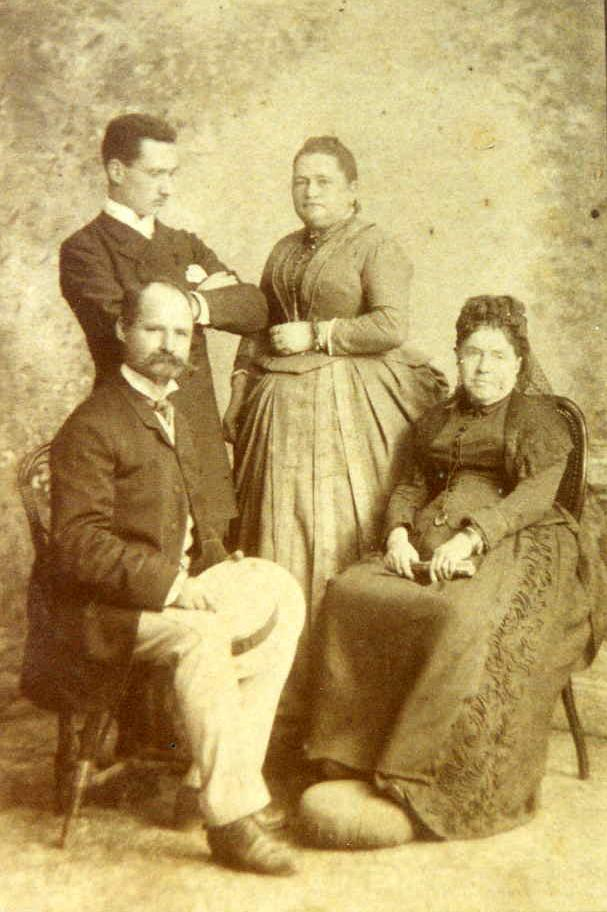
Sur la photo : à droite Marie Camus du Martroy (1813-1892), avec sa fille Blandine (1841-1909), son gendre Charles (1830-1908), comte de la Forest Divonne et son petit-fils François, comte de la Forest Divonne.
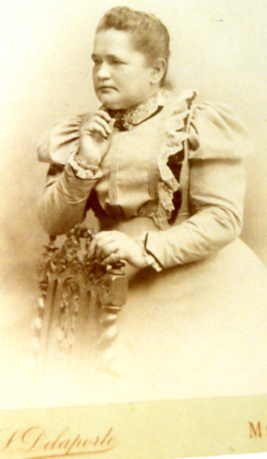
Blandine de Nompère de Champagny (1841-1909).

## Œuvres
- Les Césars, 1841.
- Un mot d'un catholique, 1844.
- L'Homme à l'école de Bossuet : extrait de ses œuvres et précédé de sa vie, Waille, 1845, 411 p. (lire en ligne).
- De la propriété, 1849.
- Du Germanisme et du Christianisme, 1850.
- La charité chrétienne dans les premiers siècles de l'église, Douniol, 1854 (lire en ligne).
- Rome et la Judée au temps de la chute de Néron, 1858, 463 p. (lire en ligne).
- Les Antonins, ans de J.-C. 69-180 : Suite de Césars et de Rome et la Judée, t. 1, Bray et Retaux, 1863 (lire en ligne).
- De la critique contemporaine, 1864.
- Les Césars du troisième siècle, 1870.
- Le Chemin de la Vérité, 1872.
- Les causes de la Révolution, C. Douniol, 1878, 21 p. (lire en ligne).
- La Bible et l'économie politique, 1879.
- Les Députés bretons à la Bastille en 1788 : Revue historique lue au congrès de l'Association bretonne, à Châteaubriant, en septembre 1882, L. Prud'homme, 1883.

## Titres
- 4e duc de Cadore (5 janvier 1822).
- « Marquis de Cadore ».
- Comte de Champagny.

## Distinction
- Chevalier de la Légion d'honneur (6 mai 1846)[2]